# Aphyosemion lividum
Aphyosemion lividum är en fiskart som beskrevs av Legros och Zentz 2007. Aphyosemion lividum ingår i släktet Aphyosemion och familjen Nothobranchiidae. Inga underarter finns listade i Catalogue of Life.